# Drivrem

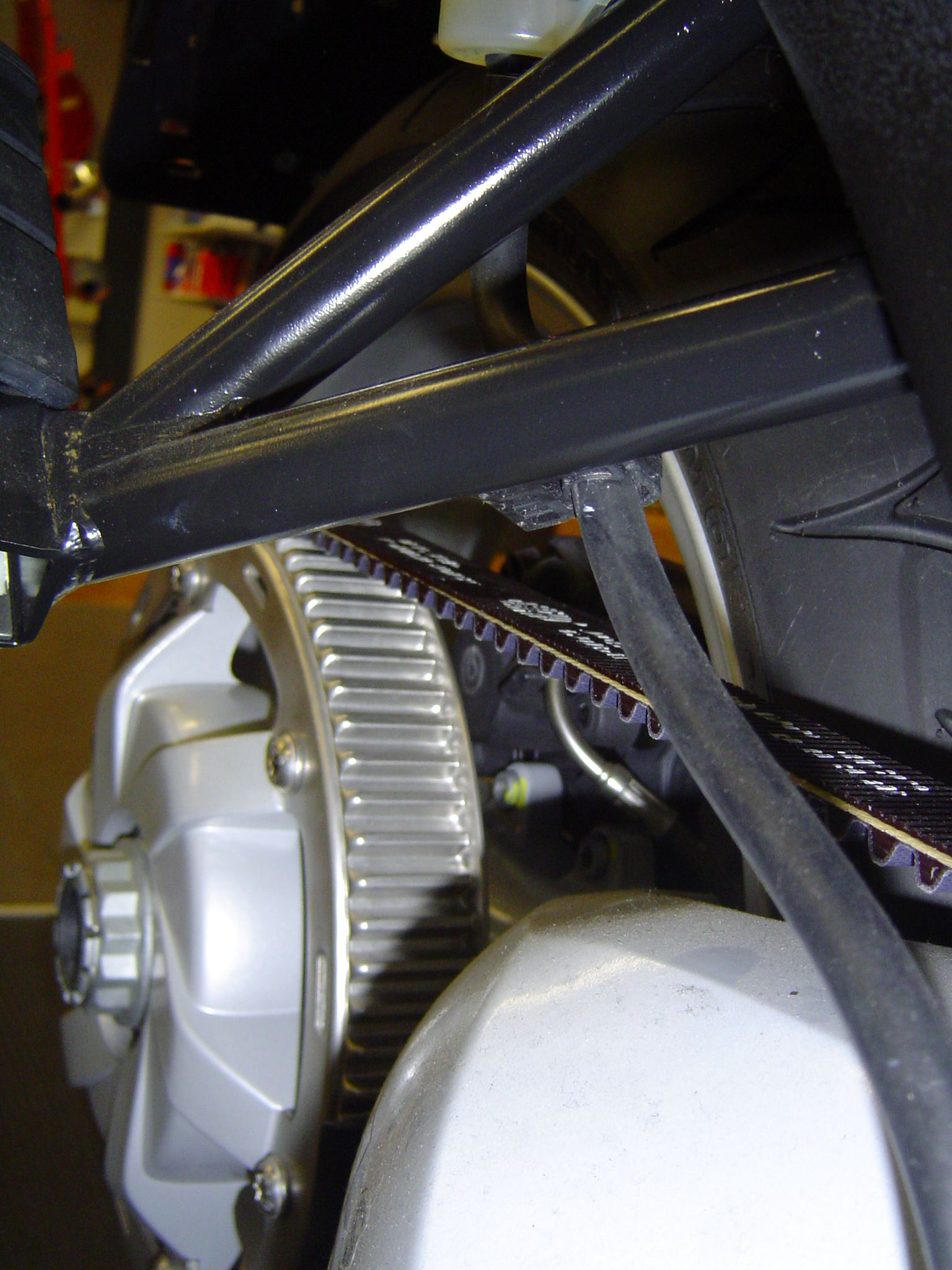
Kuggrem

En drivrem är en rem som driver något, till exempel en fläkt eller en motor. Den har formen av en remsa, som är ihopsatt i ändarna. Drivremmar är elastiska, och tillverkas vanligen av gummi armerad med olika material (ofta textilier). De används i olika mekaniska maskiner för att överföra rotationsrörelser. En vanlig typ av rem är kilremmen.

## Funktion
Drivremmars funktion kan vara friktionsbetingad eller formbetingad. Plan- och kilremmar har friktionsbetingad funktion där kraften överförs tack vare friktionen mellan rem och remskiva. Hos en kuggrem överförs i stället kraften tack vare kuggremmens form som i det närmaste kan liknas med en kedja.

### Remväxel
Med en drivrem kan man också ändra utväxlingen genom att göra remskivor med olika diametrar. Om den drivande remskivan ges index 1 kan utväxlingen u räknas som 
{\displaystyle u=R_{2}/R_{1}=D_{2}/D_{1}}
där R är radier och D är diametrar. Ekvationen gäller ej för kuggremmar.
Där det är nödvändigt med ett exakt utväxlingsförhållande (exempelvis kamdrivning i en kolvmotor) måste en kuggrem användas.

### Krafter i remparterna
Förhållandet mellan krafterna i den strama och den slaka remparten kan beskrivas med Eytelweins ekvation där {\displaystyle F_{2}} är den strama och {\displaystyle F_{1}} är den slaka
{\displaystyle F_{2}-F_{C}=(F_{1}-F_{c})\exp(\mu \varphi )}.

Krafterna och

På grund av trögheten i remmen fås en förlust av verkande kraft {\displaystyle F_{c}}, den resterande verkställande kraften kallas effektiva remkraften. Förlusten är liten vid lägre hastigheter och kan försummas för ett approximativt uttryck.

## Typer

### Planrem
Planremmen har rektangulärt tvärsnitt och är väsentligt bredare än höjden på remmen. Planremmen är den ursprungliga drivremmen men har numera mestadels blivit ersatt av andra remtyper. Remtypen kallas också för flatrem.

### Kilrem

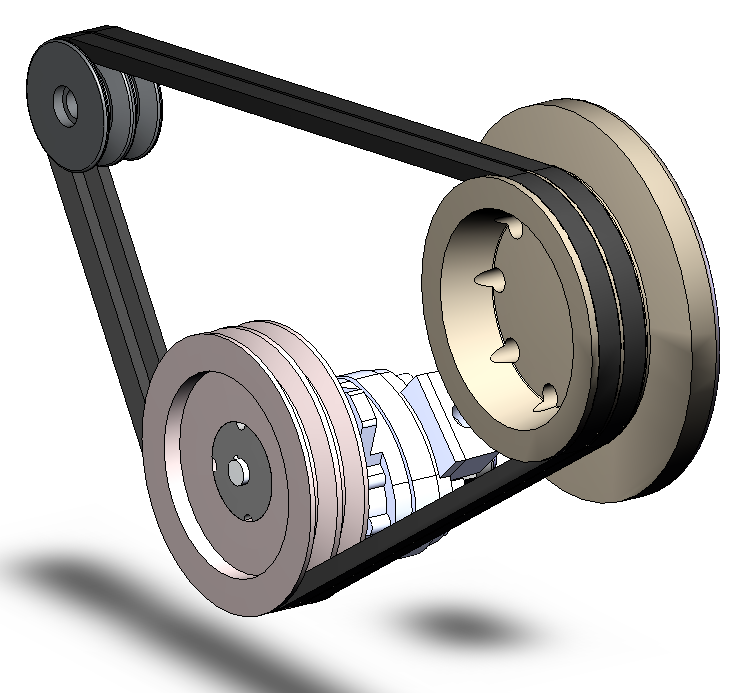
Två kilremmar

Kilrem kallas en V-formad drivrem vilken löper i likaledes V-formade hjul. Kilrem kan även kallas kilrep. Kilremmar förekom tidigare i endast två olika profilutföranden; A respektive B. Numera finns flera olika profiler som skårrem. Med kilremmen kan man överföra mer effekt och kraft än med än planrem. Detta beror på att det ekvivalenta friktionstalet {\displaystyle \mu _{k}} blir högre än friktionen mellan rem och skiva {\displaystyle \mu }. Förhållandet mellan friktionstalen beror på halva kilremsvinkeln {\displaystyle \theta } enligt
{\displaystyle \mu _{k}=\mu /sin\theta \geq \mu ,0<\theta <90^{\circ }}.

### Skårrem
Kan tänkas som flera kilremmar ihopsatta i bredd, därför kallas de också Poly-V-rem, men ribbrem och parallellkilrem förekommer också. Skårremmen är tunnare och kan därför användas på mindre skivradier än kilremmen.

### Kuggrem
Kuggremmen är en planrem med kuggar på insidan. Kuggremmen arbetar inte som övriga remmar utan delar egenskaper med kugghjulsväxeln. Den används bland annat i tillämpningar där den drivande och den drivna axelns vinkelläge är av betydelse. Ett exempel på en sådan tillämpning är kamremmen i en fyrtaktsmotor. På vissa motorcyklar sker kraftöverföringen mellan växellåda och bakhjul med hjälp av kuggrem.

## Tillämpning
I en förbränningsmotor är fläktremmen den rem som driver kylfläkten och generatorn. Moderna bilar har vanligtvis en eldriven kylfläkt som fungerar oberoende av fläktremmen. Dock drivs vattenpumpen vanligtvis av fläktremmen. Går fläktremmen av måste motorn omedelbart stängas av för att inte bli överhettad. På de flesta modernare bilar drivs dock vattenpumpen av kamremmen och påverkas därmed inte av fläktremsbrott. För dåligt spänd fläktrem gör att bilen laddar dåligt samt ger upphov till ett vinande/skrikande ljud. Även andra anordningar som servostyrning och luftkonditionering kan drivas av fläktremmen.
Skotrar har variatordrivna motorer och har därför en drivrem som driver variatorns rotation till remskivan så att kopplingen greppar och sätter snurr på bakdäcket. Själva remmen består av en förstärkt gummiblandning för bra grepp och slittålighet. Till mopeder kan man köpa bredare och tåligare remmar så att man kan utnyttja mer kraft från motorn. De starkaste drivremmarna består av olika sorters gummi och kevlar.